# Assassinato de Abir Aramin
Abir Aramin (1997-2007) foi uma menina palestina que foi baleada e morta pelas Forças de Defesa de Israel em janeiro de 2007. A sua morte ganhou atenção porque o seu pai, Bassam Aramin, havia sido um militante da Fatah que posteriormente abraçou uma resolução pacífica para o conflito israelo-palestiniano através dos Combatentes pela Paz.
Aramin nasceu em 1997 e estudou em 'Anata, no norte de Jerusalém.

## Tiroteio
Aramin deixou a escola com a irmã e alguns amigos. No caminho para casa, parou numa loja de doces. Enquanto estavam lá, um grupo de oficiais de fronteira israelitas saiu de carro, atraindo a atenção de um grupo de jovens, que começou a atirar pedras contra eles. Durante esta altercação, um dos oficiais da fronteira disparou a sua arma, atingindo Aramin na cabeça com uma bala de borracha; ela não estava envolvida no lançamento de pedras. Segundo testemunhas, Aramin desmaiou e sangrou devido ao ferimento. Ela foi levada às pressas para o Hadassah Medical Center, onde passou por uma cirurgia que levou várias horas. Aramin sucumbiu aos ferimentos poucos dias depois.
Após a morte de Aramin, as autoridades israelitas alegaram que Aramin faleceu após ser atingida por uma pedra. As autoridades encerraram a investigação no mesmo ano.

## Consequências
Após a morte de Aramin, o seu pai, Bassam Aramin, escreveu um artigo no The Palestine Chronicle, sublinhando o seu compromisso com a não-violência e criticando a reacção das FDI em relação à morte da sua filha. Bassam abriu um processo civil, buscando uma indemnização do governo israelita. O governo israelita recusou-se a ordenar uma investigação criminal em fevereiro de 2008.
Em 2010, a juíza do Tribunal Distrital de Jerusalém, Orit Efaal-Gabay, determinou que Israel era responsável pela morte de Aramin.
A 10 de julho de 2011, o Supremo Tribunal de Justiça de Israel decidiu que dois polícias suspeitos de matar Aramin não seriam julgados. Em setembro do mesmo ano, a família de Aramin recebeu 430 mil dólares de indemnização.